# Севанская котловина
Сева́нская котлови́на — горная котловина в Армении, в которой расположено озеро Севан.

## Расположение
Котловина окружена хребтами:
- Гегамский хребет (с запада),
- Варденисский хребет (с юга),
- Восточно-Севанский хребет (с юго-востока),
- Севанский хребет (с востока),
- Арегуни (с северо-востока)

## Описание
Озеро котловины делится на две части Шоржинским подводным валом-порогом: Большой и Малый Севан.
В котловину впадает 28 рек, вытекает одна — Раздан.